# CelebrityNetWorth
CelebrityNetWorth es un sitio web que informa estimaciones de los activos totales y las actividades financieras de las celebridades. Es operado por la empresa Corte Lodato LLC, fundada por el director ejecutivo Brian Warner en 2008.
El sitio ha sido criticado por la falta de transparencia en sus cálculos, sin forma de verificar la exactitud de lo que informa CelebrityNetWorth. La mayor parte del contenido está escrito por escritores independientes, en lugar de periodistas o informáticos para analizar datos.

## Actividades
CelebrityNetWorth crea páginas web que enumeran el nombre de una celebridad, una breve biografía y estimaciones de patrimonio neto y salario. El sitio afirma calcular el patrimonio neto basándose en "un algoritmo patentado" basado en información disponible públicamente, aunque, según The New York Times, no hay informáticos trabajando para ellos. Warner ha dicho sobre sus estimaciones que "si terminamos demasiado lejos, siempre habrá algún tipo de reacción". Ha habido un puñado de casos en los que se demostró que estábamos equivocados y lo hemos corregido". El sitio también ofrece artículos de noticias sobre transacciones financieras de celebridades, como la compra de una casa o juicios, escritos por autónomos.
CelebrityNetWorth también crea listas que clasifican a las personas ricas según su riqueza. En 2012, la compañía compiló una lista de las 25 personas más ricas de la historia, ajustada a la inflación, nombrando al rey Mansa Musa del Imperio de Malí en la parte superior de la lista. Ese mismo año, creó una lista de los DJ más ricos del mundo, y una encuesta que nombró a Ringo Starr como el baterista más rico del mundo.

## Interacciones con Google
En 2014, Google solicitó permiso a Warner para incluir los datos de CelebrityNetWorth en su Knowledge Graph . Warner se negó. Sin embargo, en febrero de 2016, Google comenzó a utilizar información de su índice de búsqueda CelebrityNetWorth para mostrar fragmentos destacados con patrimonio neto en la parte superior de sus páginas de resultados de búsqueda para consultas relevantes. Los fragmentos destacados se colocaron encima de los resultados de búsqueda, incluidos los resultados de CelebrityNetWorth. Como resultado, el tráfico web de CelebrityNetWorth disminuyó en un 65 por ciento entre enero de 2016 y enero de 2017.
En julio de 2019, se pidió al sitio que presentara un testimonio oficial ante el Subcomité Antimonopolio de la Cámara de Representantes como parte de su investigación sobre el comportamiento anticompetitivo de Google. El testimonio proporcionó una línea de tiempo que detalla la invasión de Google en el negocio de CelebrityNetWorth mediante el uso de contenido extraído y cuadros de respuesta de "fragmento destacado". El testimonio presentó tres argumentos principales; 1) Que Google utilizó su poder de mercado como un monopolio para beneficiarse a sí mismo y perjudicar a sus competidores; 2) Que las acciones de Google han tenido impactos negativos en la Internet abierta; y 3) Que estas acciones perjudican a los consumidores cotidianos de Internet.

## Críticas
El sitio ha sido criticado por la falta de transparencia en sus cálculos, sin forma de verificar la exactitud de lo que informa CelebrityNetWorth. Un artículo en The New York Times criticó la precisión de CelebrityNetWorth y describió sus artículos de noticias como un típico "clickbait". Cuestionaron la exactitud de sus cifras y señalaron que la mayor parte del contenido está escrito por escritores independientes, en lugar de periodistas o informáticos para analizar datos. El propio Warner ha dicho que la cantidad es "aproximada" en lugar de "precisión al nivel del dólar". A pesar de ello, numerosas publicaciones suelen copiar sus figuras. El artículo también notó signos de interferencia; Después de que Geoffrey Owens fuera visto trabajando como cajero minorista, su patrimonio neto anterior de 500.000 dólares se revisó a 300.000 dólares.